# Paradise Heights (Floride)
Paradise Heights est une census-designated place du comté d'Orange, dans l'État de Floride, aux États-Unis,. En 2020, elle compte une population de 1 260 habitants.